# Oh Seung-lip
Oh Seung-lip (n. 6 octombrie 1946) este un judocan ce a reprezentat Coreea de Sud, medaliat olimpic. A participat la o ediție a Jocurilor Olimpice (1972) în care a câștigat o medalie de argint.

## Participări
Lista de mai jos prezintă principalele competiții la care a participat Oh Seung-lip de-a lungul carierei.
- judo at the 1972 Summer Olympics – men's 80 kg[*]